# Група дерев «Липи вікові»
Група дерев «Липи вікові» — ботанічна пам'ятка природи місцевого значення. Розташована на території с. Рів Жмеринського району Вінницької області. Оголошена відповідно до рішення 5 сесії Вінницької обласної ради 5 скликання від 29.04.2011 р. № 104. Охороняється цінна ділянка могутніх вікових лип.